# Aspilota kotenkoi
Aspilota kotenkoi är en stekelart som beskrevs av Sergey A. Belokobylskij 2007. Aspilota kotenkoi ingår i släktet Aspilota och familjen bracksteklar. Inga underarter finns listade.